# Stig Dranger
Stig Dranger, född 16 maj 1904 i Kristianstad, död 25 april 1989 i Stockholm, var en svensk arkitekt. 
Han studerade vid Kungliga Tekniska Högskolan 1923-1927 och vid Kungliga Konsthögskolan 1929-1931. Han var anställd vid Algot Johanssons byggnads- och ritbyrå i Kristianstad 1927, hos Hakon Ahlberg och Robert Berghagen i Stockholm 1928 samt hos Carl Åkerblad 1928-1935. Han tjänstgjorde vid Byggnadsstyrelsens stadsplanebyrå 1933-1934 och var anställd i Stockholms stads byggnadsnämnd 1936.
Dranger drev en egen verksamhet främst med bostadsprojekt. Han arbetade även med projekt för Holmens bruk och Perstorp AB. Han verkade som stadsarkitekt i Norrtälje (från 1937) och Häverö landskommun och för SIGAB och Handelsbanken med fastighetsvärdering.
Stig Drangers och David Helldéns andra prisförslag i den stora arkitekttävlingen 1929 om utformningen av Gärdet i Stockholm låg till grund för stadsdelens utformning. Ribershus i Malmö 1938 med David Helldén är ett annat exempel på tidig funkisarkitektur.
Stig Dranger var gift med Margareta, född Torndahl, och hade barnen Jan Dranger och Madeleine Dranger.